# مستوى نفسي
في مجال التمويل، يُعرّف المستوى النفسي بأنه مستوى سعر في التحليل الفني يؤثر بشكل كبير على سعر الأمن الأساسي أو السلعة أو المشتقة. عادةً ما يكون هذا الرقم رقمًا يسهل تذكره، مثل رقم مُقرّب. عندما يصل سعر ورقة مالية أو سلعة أو مشتقة مالية معينة إلى هذا السعر، يميل المشاركون في السوق المالية (المتداولون وصناع السوق والوسطاء والمستثمرون، وغيرهم) إلى اتخاذ قرارات بناءً على مراكزهم (الشراء أو البيع أو الاحتفاظ).

## أمثلة
1. مؤشر داو جونز الصناعي - 14,000.00 دولار أمريكي - أعلى مستوى نفسي على الإطلاق اعتبارًا من 9 نوفمبر 2007. يُعرف أيضًا باسم "داو 14,000".
2. النفط الخام (الخفيف، الحلو) - 100.00 دولار/برميل

## روابط خارجية
- هل هناك حواجز نفسية في أسعار الذهب؟